# مصباح کفعمی

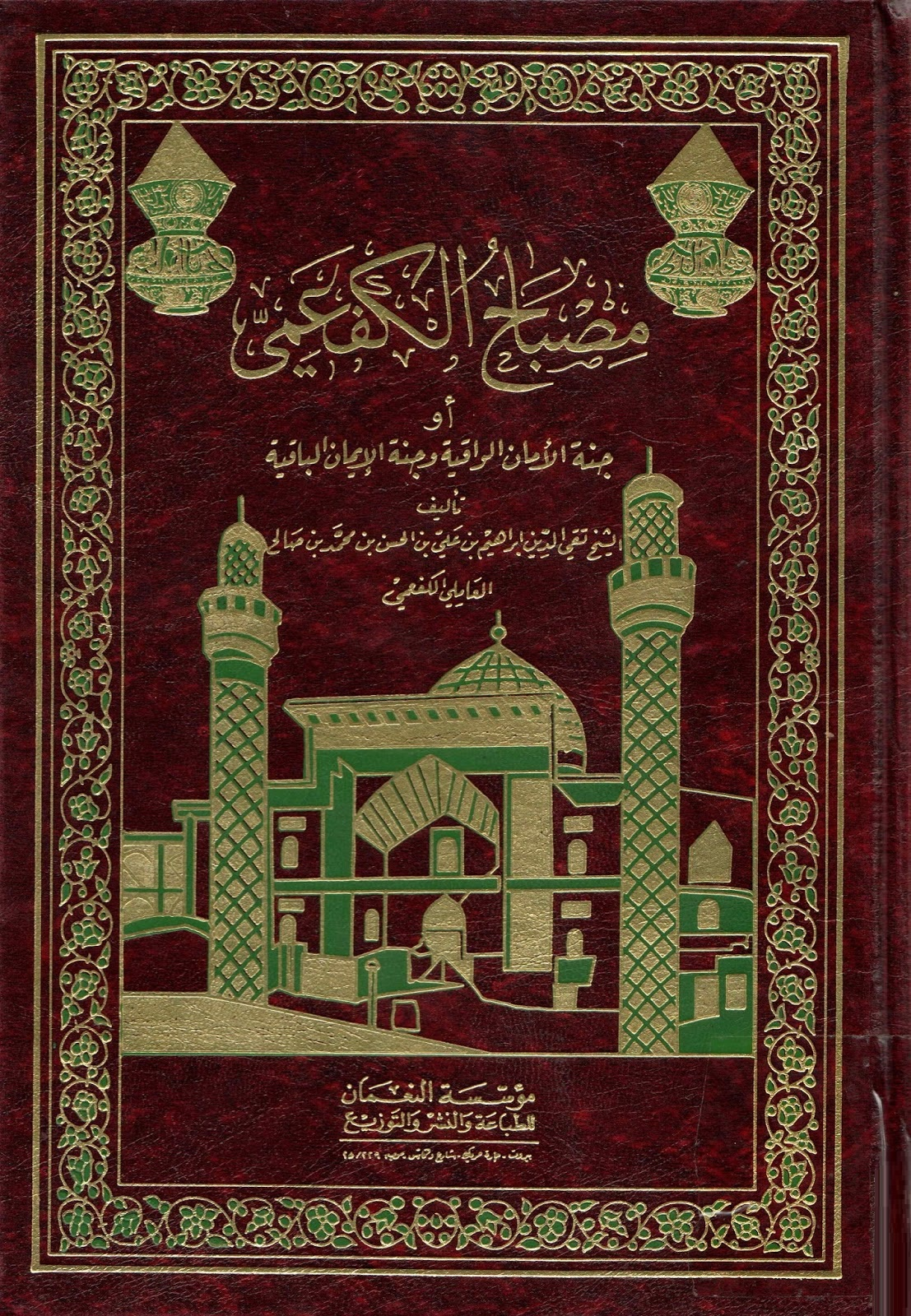
کتاب مصباح کفعمی چاپ بیروت

کتاب مصباح کفعمی که نام دیگر آن جنّة الامان الواقیه و جنة الایمان الباقیه می‌باشد، معروف‌ترین اثر کفعمی عاملی است. مؤلف کتاب سپس مختصر مصباح را بعد از تألیف کتاب مصباح نوشته است.
چون این کتاب به شیوه «مصباح المتهجد» شیخ طوسی نگارش یافته است و شباهت زیادی به «مصباح» شیخ دارد، مصباح نام گرفته است و برای تمایز از «مصباح» شیخ طوسی به «مصباح کفعمی» معروف شده است.
در مورد منزلت والای این کتاب، معروف است که «مصباح کبیر» شیخ طوسی قبل از «مصباح کفعمی» از مقبولیت بسیار بالایی برخوردار بود و در بیشتر خانه‌های شیعیان نسخه‌ای از آن موجود بود، امّا بعد از تألیف «مصباح کفعمی» در سال ۸۹۵ هـ. ق «مصباح المتهجّد» شیخ طوسی جای خود را به «مصباح» کفعمی داد.

این کتاب بین کتابهایی که درباره «ادعیه و زیارات» نوشته شده، بی‌نظیر است. علامه شیخ کفعمی در مورد ارزش و اعتبار این کتاب می‌گوید:
«من این اثر را از کتابهای مورد اعتماد جمع‌آوری کرده‌ام که باید به ریسمان محکم آنها چنگ زده شود و آن را به گونه‌ای تنظیم نموده‌ام که خواننده را به بالاترین درجات وصول به حضرت حق برساند.»
او در آخر کتاب، فهرست منابع را یادآور شده، که تعداد آنها به ۲۳۹ عنوان بالغ می‌شود.

## محتوای کتاب
کتاب مصباح دارای ۵۰ فصل است که از احکام وصیت شروع می‌شود و با طهارت و مقدمات نماز ادامه می‌یابد و با ذکر نمازهای واجب و مستحب و تعقیبات نماز، وارد بحث ادعیه می‌شود.
اعمال شب و روز و دعاهای مختلف، هر یک در فصل‌های جداگانه‌ای ذکر شده است. از فصل ۴۱ بحث زیارات شروع شده و پس از آن، مناسبت‌های ایام سال همراه ذکر ولادتها و شهادت‌های ائمه ـ علیهم السّلام ـ بیان شده است و در پایان کتاب، آداب دعا ـ که شامل عوامل استجابت دعا، شرایط دعا کننده، کیفیت دعا و مقدمات و شرایط آن است ـ بیان شده است.

## ترجمه
این کتاب دارای ترجمه‌های متعدد و تلخیص می‌باشد.